# Pride (álbum)
Pride es una compilación de Living Colour, lanzada en 1995. Presenta cuatro nuevos temas que fueron grabados previos a la separación de la banda, que no habían sido editados: Release The Presure, Sacred Ground, Visions y These Are Happy Times.

## Listado de temas
1. Pride (*)  (Calhoun)
2. Release the Pressure (**)  (Reid/Calhoun/Glover/Wimbish/Stewart)
3. Sacred Ground (**)  (Reid/Calhoun/Glover/Wimbish/Stewart)
4. Visions (**)  (Reid/Calhoun/Wimbish)
5. Love Rears Its Ugly Head [soulpower re-mix] (***)  (Reid)
6. These Are Happy Times (**)  (Reid/Calhoun/Glover/Wimbish)
7. Memories Can't Wait [live] (****)  (Byrne/Harrison)
8. Cult of Personality (*)  (Reid/Calhoun/Glover/Skillings)
9. Funny Vibe (*)  (Reid) 3:53
10. WTFF  (+) (Betts/Reid/Calhoun/Glover/Wimbish)
11. Glamour Boys (++)  (Reid)
12. Open Letter (To a Landlord)(*)  (Morris/Reid)
13. Solace of You (*)  (Reid/Glover)
14. Nothingness (+++)  (Calhoun)
15. Type (*)  (Reid)
16. Time's Up (++++)  (Reid/Calhoun/Glover/Skillings)
17. What's Your Favorite Color? (Theme Song) (*)  (Reid/Glover)

## Personal
- Corey Glover - vocalista
- Vernon Reid - guitarra
- Doug Wimbish - bajo
- Muzz Skillings - bajo
- Will Calhoun - batería y percusión

## Producción
- (*) Producción, grabación y mezcla: Ed Stasium (acompañado de Paul Hamingson en grabación).
- (**) Producción y mezcla: Adrian Sherwood y Spike McDonald. Grabación: Andy Montgomery.
- (***) Producción: Ed Stasium. Producción adicional y mezcla: Cuffather & Soul Shock.
- (****) Producción y grabación: Ed Stasium. Mezcla: Ron Saint Germain
- (+) Producción: Andrew Betts, Ron Saint Germain y Living Colour. Grabación y mezcla: Ron Saint Germain.
- (++) Producción: Mick Jagger. Grabación: Ron Saint Germain. Mezcla: Ed Stasium.
- (+++) Producción: Ron Saint Germain y Living Colour. Mezcla: Ron Saint Germain.
- (++++) Producción: Ed Stasium. Mezcla: Ed Stasium y Paul Hamingson.

- Datos: Q386511